# Waldeci Silva
Waldeci Silva de Souza (ur. 9 lipca 1982) – brazylijski zapaśnik walczący w stylu wolnym. Zajął 36 miejsce na mistrzostwach świata w 2015. Piąty na igrzyskach panamerykańskich w 2007. Zdobył brązowy medal mistrzostw panamerykańskich w 2006 i mistrzostw Ameryki Południowej w 2014 roku.